# Первая и вторая теоремы Хелли
Между функциями распределения {\displaystyle \left\{F_{\xi }\left(x\right)\right\}} и множеством их характеристических функций {\displaystyle \left\{f_{\xi }\left(t\right)\right\}} существует взаимно однозначное соответствие.
В том числе теоремы Хелли показывают, что это соответствие не только взаимно однозначное, но и взаимно непрерывное.

## Первая и вторая теоремы Хелли

### Первая теорема Хелли
Из всякой последовательности функций распределения {\displaystyle \left\{F_{x}\right\}} можно выбрать слабо сходящуюся подпоследовательность.

### Вторая теорема Хелли
Если {\displaystyle g\left(x\right)} — непрерывная ограниченная функция на прямой и {\displaystyle F_{n}\left(x\right)\Rightarrow F\left(x\right),F\left(\infty \right)-F\left(-\infty \right)=1,} то
{\displaystyle \lim _{n\rightarrow \infty }\int _{-\infty }^{\infty }g\left(x\right)dF_{n}\left(x\right)=\int _{-\infty }^{\infty }g\left(x\right)dF\left(x\right)}

## Доказательство первой теоремы Хелли
Пусть {\displaystyle D=\left\{x_{k}\right\}} — всюду плотное на прямой счетное множество.
Из ограниченной последовательности {\displaystyle 0\leq F_{n}\left(x_{1}\right)\leq 1} выбираем сходящуюся подпоследовательность {\displaystyle F_{1n}\left(x_{1}\right)}, предел которой обозначим {\displaystyle F\left(x_{1}\right).}
Из ограниченной последовательности {\displaystyle 0\leq F_{1n}\left(x_{2}\right)\leq 1} выбираем сходящуюся подпоследовательность {\displaystyle F_{2n}\left(x_{2}\right)\rightarrow F\left(x_{2}\right)} и т. д.
Далее выбираем диагональную подпоследовательность {\displaystyle f_{nn}\left(x\right)}, для которой {\displaystyle F_{nn}\left(x\right)\rightarrow F\left(x\right)} для любой точки {\displaystyle x_{k}\in D.}
По лемме отсюда вытекает {\displaystyle F_{nn}\left(x\right)\Rightarrow F\left(x\right).}

### Лемма
Если {\displaystyle F_{n}\left(x\right)\rightarrow F\left(x\right)} на всюду плотном на прямой множестве {\displaystyle D}, то {\displaystyle F_{n}\left(x\right)\Rightarrow F\left(x\right).}

### Замечание
{\displaystyle F\left(x\right)} может не быть функцией распределения. Например, если {\displaystyle F_{n}\left(x\right)=0} при {\displaystyle x<n} и {\displaystyle F_{n}\left(x\right)=1} при {\displaystyle x\geq n,} то {\displaystyle F_{n}\left(x\right)\Rightarrow F\left(x\right)=0.}

## Доказательство второй теоремы Хелли
Пусть {\displaystyle a<b} — точки непрерывности {\displaystyle F\left(x\right)}.Докажем сначала, что
{\displaystyle \lim _{n\rightarrow \infty }\int _{a}^{b}g\left(x\right)dF_{n}\left(x\right)=\int _{a}^{b}g\left(x\right)dF\left(x\right)}.
Пусть {\displaystyle \varepsilon >0}. Разделим {\displaystyle \left[a,b\right]} точками непрерывности {\displaystyle a=x_{0},x_{1},...,x_{N-1},x_{N}=b} функции {\displaystyle F\left(x\right)} на такие отрезки {\displaystyle \left[x_{k-1},x_{k}\right]}, что {\displaystyle \left|g\left(x\right)-g\left(x_{k}\right)\right|<\varepsilon } для точек {\displaystyle x\in \left[x_{k-1},x_{k}\right]}.
Это сделать можно, так как {\displaystyle g\left(x\right)} равномерно непрерывна на {\displaystyle \left[a,b\right]}, а точки непрерывности {\displaystyle F\left(x\right)} расположены всюду плотно.
Определим ступенчатую функцию.
{\displaystyle g_{\varepsilon }\left(x\right)=g\left(x_{k}\right)} на {\displaystyle x\in \left(x_{k-1},x_{k}\right]}.
Тогда
{\displaystyle \left|\int _{a}^{b}g\left(x\right)dF_{n}\left(x\right)-\int _{a}^{b}g\left(x\right)dF\left(x\right)\right|\leq \int _{a}^{b}\left|g\left(x\right)-g_{\varepsilon }\left(x\right)\right|dF_{n}\left(x\right)+\left|\int _{a}^{b}g_{\varepsilon }dF_{n}-\int _{a}^{b}g_{\varepsilon }dF\right|+\int _{a}^{b}\left|g\left(x\right)-g_{\varepsilon }\left(x\right)\right|dF\left(x\right)\leq }
{\displaystyle \leq 2\varepsilon +{\mathsf {M}}\left[\sum _{k=1}^{N}\left[F_{n}\left(x_{k}\right)-F\left(x_{k}\right)-\left(F_{n}\left(x_{k-1}\right)-F\left(x_{k-1}\right)\right)\right]\right].}
где {\displaystyle {\mathsf {M}}=sup_{x}\left|g\left(x\right)\right|.}.
При {\displaystyle n\rightarrow \infty } последнее слагаемое может быть сделано как угодно малым, откуда и следует
{\displaystyle \lim _{n\rightarrow \infty }\int _{a}^{b}g\left(x\right)dF_{n}\left(x\right)=\int _{a}^{b}g\left(x\right)dF\left(x\right).}
Для доказательства
{\displaystyle \lim _{n\rightarrow \infty }\int _{-\infty }^{\infty }g\left(x\right)dF_{n}\left(x\right)=\int _{-\infty }^{\infty }g\left(x\right)dF\left(x\right)}
выберем {\displaystyle X>0} таким, чтобы {\displaystyle F\left(-X\right)<{\frac {\varepsilon }{4}}} и {\displaystyle 1-F\left(X\right)<{\frac {\varepsilon }{4}}} и чтобы точки {\displaystyle \pm X} были точками непрерывности {\displaystyle F\left(x\right).}
Тогда, так как {\displaystyle F_{n}\left(\pm X\right)\rightarrow F\left(\pm X\right)} можно выбрать {\displaystyle n_{0}} таким, что при {\displaystyle n\geq n_{0},F_{n}\left(-X\right)<{\frac {\varepsilon }{2}}} и {\displaystyle 1-F_{n}\left(X\right)<{\frac {\varepsilon }{2}}.}
Оценим разность
{\displaystyle \left|\lim _{n\rightarrow \infty }\int _{-\infty }^{\infty }g\left(x\right)dF_{n}\left(x\right)-\int _{-\infty }^{\infty }g\left(x\right)dF\left(x\right)\right|\leq \left|\lim _{n\rightarrow \infty }\int _{-X}^{X}g\left(x\right)dF_{n}\left(x\right)-\int _{-X}^{X}g\left(x\right)dF\left(x\right)\right|+\left|\int _{\left|x\right|>X}^{}g\left(x\right)dF_{n}\left(x\right)\right|+\left|\int _{\left|x\right|>X}^{}g\left(x\right)dF\left(x\right)\right|\leq }
{\displaystyle \leq \left|\lim _{n\rightarrow \infty }\int _{-X}^{X}g\left(x\right)dF_{n}\left(x\right)-\int _{-X}^{X}g\left(x\right)dF\left(x\right)\right|+{\mathsf {M}}\varepsilon +{\frac {{\mathsf {M}}\varepsilon }{2}}.}
На основании {\displaystyle \lim _{n\rightarrow \infty }\int _{a}^{b}g\left(x\right)dF_{n}\left(x\right)=\int _{a}^{b}g\left(x\right)dF\left(x\right)} заключаем, что правая часть
{\displaystyle \left|\lim _{n\rightarrow \infty }\int _{-\infty }^{\infty }g\left(x\right)dF_{n}\left(x\right)-\int _{-\infty }^{\infty }g\left(x\right)dF\left(x\right)\right|\leq \left|\lim _{n\rightarrow \infty }\int _{-X}^{X}g\left(x\right)dF_{n}\left(x\right)-\int _{-X}^{X}g\left(x\right)dF\left(x\right)\right|+\left|\int _{\left|x\right|>X}^{}g\left(x\right)dF_{n}\left(x\right)\right|+\left|\int _{\left|x\right|>X}^{}g\left(x\right)dF\left(x\right)\right|\leq }
{\displaystyle \leq \left|\lim _{n\rightarrow \infty }\int _{-X}^{X}g\left(x\right)dF_{n}\left(x\right)-\int _{-X}^{X}g\left(x\right)dF\left(x\right)\right|+{\mathsf {M}}\varepsilon +{\frac {{\mathsf {M}}\varepsilon }{2}}.}
может быть сделана сколь угодно малой, что и доказывает теорему.